# (200406) 2000 SK74
(200406) 2000 SK74 es un asteroide perteneciente al cinturón de asteroides, región del sistema solar que se encuentra entre las órbitas de Marte y Júpiter, descubierto el 24 de septiembre de 2000 por el equipo del Lincoln Near-Earth Asteroid Research desde el Laboratorio Lincoln, Socorro, Nuevo México, Estados Unidos.

## Designación y nombre
Designado provisionalmente como 2000 SK74. 

## Características orbitales
2000 SK74 está situado a una distancia media del Sol de 2,456 ua, pudiendo alejarse hasta 2,852 ua y acercarse hasta 2,060 ua. Su excentricidad es 0,161 y la inclinación orbital 5,273 grados. Emplea 1406,46 días en completar una órbita alrededor del Sol.

## Características físicas
La magnitud absoluta de 2000 SK74 es 16,1.